# محوطه قوچاق
محوطه قوچاق مربوط به پیش از دوران‌های تاریخی پس از اسلام است و در شهرستان سقز، بخش مرکزی، روستای قوچاق واقع شده و این اثر در تاریخ ۲۵ اسفند ۱۳۸۰ با شمارهٔ ثبت ۵۱۲۷ به‌عنوان یکی از آثار ملی ایران به ثبت رسیده است.